# Lilo Baur
Lilo Baur (* 14. April 1958 in Muri) ist eine Schweizer Theaterschaffende. Als Schauspielerin war sie international, vornehmlich in London, an Bühnen- und Filmproduktionen beteiligt, zudem profilierte sie sich als Regisseurin. Ihre Inszenierungen für Sprech-, Tanz- und Musiktheater sind in den letzten Jahren hauptsächlich in Paris zu sehen.

## Leben und Werdegang
Liselotte (in künstlerischen Zusammenhängen konsequent „Lilo“) Baur besuchte das Lehrerseminar in Wohlen und unterrichtete nach Abschluss ihrer Ausbildung in Boswil.
Sie durchlief die Schauspielausbildung bei Jacques Lecoq in Paris, tourte als Tänzerin und Tanzpädagogin mit freien Gruppen durch Frankreich und die USA und wurde Ensemblemitglied der 1983 gegründeten Theatergruppe Théâtre de Complicité in London. Eine ihrer großen Rollen in dieser Phase war die Titelfigur in The Three Lives of Lucie Cabrol (UA 1994). In der Kritik zur Aufführung während eines Gastspiels in Kanada ist zu lesen: „Baur is magnificent as the battling Lucie.“ Die Darstellerin spreche und bewege sich mit geradezu unheimlicher Geschwindigkeit und habe etwas von einem Kobold, mit mysteriöser, „otherworldly“ Verbundenheit zu Wäldern und Bergen.
An weiteren Engagements während ihrer Zeit in London sind Produktionen am Shakespeare’s Globe Theater und am Royal National Theatre zu nennen. Auch spielte sie am Théâtre de Nice. In den 1990er-Jahren arbeitete sie mit der Tänzerin und Choreographin Joëlle Bouvier zusammen, u. a. beim Festival de Marseille.
Gelegentlich wirkte sie bei Fernsehproduktionen mit, 2005 etwa bei der BBC-Serie Bleak House nach Charles Dickens. Ihr Auftritt an der Seite von Gillian Anderson blieb auch in Übersee nicht unbemerkt, so schließt Moira Macdonald (Seattle Times arts critic) ihre Rezension mit dem Klammerausdruck „(Also note the lovely, wordless contribution here by Lilo Bauer as the dark-eyed maid Hortense, who follows Anderson out at the end of the scene; she becomes a more important character later on.)“
In La Tragédie d'Hamlet (2003) und Fragments nach Samuel Beckett (2006 und 2015) arbeitete Lilo Baur mit Peter Brook. Die beiden setzten ihre künstlerische Zusammenarbeit 2010 fort bei Warum, warum.
Operninszenierungen sind seit 2011 dokumentiert. Dazu zählen zum Beispiel Dido and Aeneas von Henry Purcell oder Lakmé von Léo Delibes: Nach dem Premierenabend in der Opéra de Lausanne habe es 2013 am Premierenabend für die Koproduktion mit der Opéra Comique „enthusiastischen Applaus“ gegeben, laut dem NZZ-Rezensenten dezidiert „auch für eine Inszenierung, die im Werk Aspekte aufzeigte, die uns noch heute etwas angehen“. 2022 setzte Baur Armide von Christoph Willibald Gluck um. Sie bringt auch Zeitgenössisches auf die Bühne, etwa die Kammeroper La Conférence des oiseaux von Michaël Levinas mit L’Ensemble 2e2m.
An der Comédie-Française inszenierte sie Le Mariage von Nikolai Gogol (2010), La Tête des autres von Marcel Aymé (2013), La Maison de Bernarda Alba von Federico García Lorca (2015), Après la pluie von Sergi Belbel (20) und zuletzt La Puce à l’oreille von Georges Feydeau. Diese Regiearbeit wurde 2020 für einen Molière nominiert. Lilo Baur versetzte das Stück zeitlich und räumlich: Angesichts der in einem 1960er-Jahre-Chalet in der Weihnachtszeit spielenden Komödie meinte Le Figaro, Feydeau habe «le 'slapstick'» schon vor den großen burlesken Amerikanern erfunden, es fallen die Namen Marx Brothers, Tex Avery und Blake Edwards (namentlich mit Bezug auf Der rosarote Panther). Lilo Baur choreographiere das „Ballett der Libido“ mit uhrmacherischer Präzision.
2019 entwickelte sie ein Theaterprojekt aus Texten von Daniil Charms.
2020 spielte Lilo Baur in einer Produktion von La MaMa, der ältesten noch erhaltenen „Off-Off-Broadway“ Spielstätte, mit Hideki Noda in seinem genderkonträr besetzten („cast against gender“) Stück One Green Bottle den Vater. Der Autor, der das Stück auch inszenierte, bezeichnete Baur in einem Interview als „especially physically talented actress“.

## Wirken

### Schauspiel

#### Bühne (Auswahl)
- The Visit nach Friedrich Dürrenmatt (1989), Regie: Annabel Arden[19]
- The Street of Crocodiles nach Bruno Schulz (1992), Regie: Simon McBurney[20]
- The Winter's Tale (1992), Regie: Annabel Arden[21]
- The Three Lives of Lucie Cabrol nach John Berger (1994), Regie: Simon McBurney[22]
- To The Wedding nach John Berger (1997), Regie: Simon McBurney[23]
- The Merchant of Venice (1998), Regie: Richard Olivier
- The Honest Whore von Thomas Dekker (1998), Regie: Jack Shepherd
- The Home Guard. Ted Hughes nach Aischylos’ Oresteia (1998), Regie: Katie Mitchell[24]
- The Daughters of Darkness. Ted Hughes nach Aischylos Oresteia (1998),  Regie: Katie Mitchell
- Light nach Torgny Lindgren (2000), Regie: Simon McBurney[25]
- One Green Bottle von Hideki Noda (2020), Regie: Hideki Noda

#### Film (Auswahl)
- Vollmond (CH 1998), Regie: Fredi M. Murer

- Hell (D/CH 2011), Regie: Tim Fehlbaum

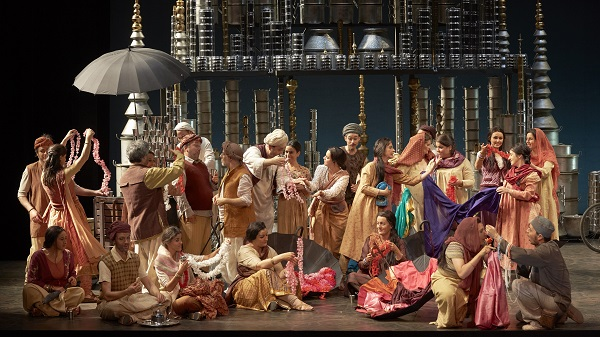
Szenenbild aus Lakmé (Leo Delibes) in der Inszenierung von Lilo Baur, Opéra Comique, 2017

### Regie (Auswahl)
- 2010: Le Mariage, Nikolai Gogol
- 2013: La Tête des autres, Marcel Aymé
- 2015: La Maison de Bernarda Alba, Federico García Lorca
- 2017: Lakmé, Leo Delibes
- 2017: Après la pluie, Sergi Belbel
- 2019/20: La Puce à l’oreille, Georges Feydeau
- 2022: L'Avare, Molière[26]

## Auszeichnungen
- 1994: Manchester Evening News Award for Best Actress in a Visiting Production

- 1997: CORA Award, Toronto, Best Actress

- 2013: Prix Beaumarchais (Meilleur Spectacle), Le Figaro, für La Tête des autres[27]
- 2020: Nominierung für einen Molière (Kategorie Molière du theatre public)
- 2024: Schweizer Grand Prix Darstellende Künste / Hans-Reinhart-Ring

## Trivia
Lilo Baur hatte einen winzigen Auftritt als Apothekerin in Bridget Jones. The Edge of Reason (GB / USA 2004). Deshalb wird dieser Film in einigen Datenbanken in ihrer Filmografie gelistet.